# Parafia Najświętszego Serca Pana Jezusa w Niedobczycach
Parafia Najświętszego Serca Pana Jezusa w Niedobczycach – rzymskokatolicka parafia znajdująca się w Rybniku, w dzielnicy Niedobczyce. Parafia należy do archidiecezji katowickiej i dekanatu Niedobczyce.
Z parafii pochodzi ks. abp senior Damian Zimoń.

## Historia

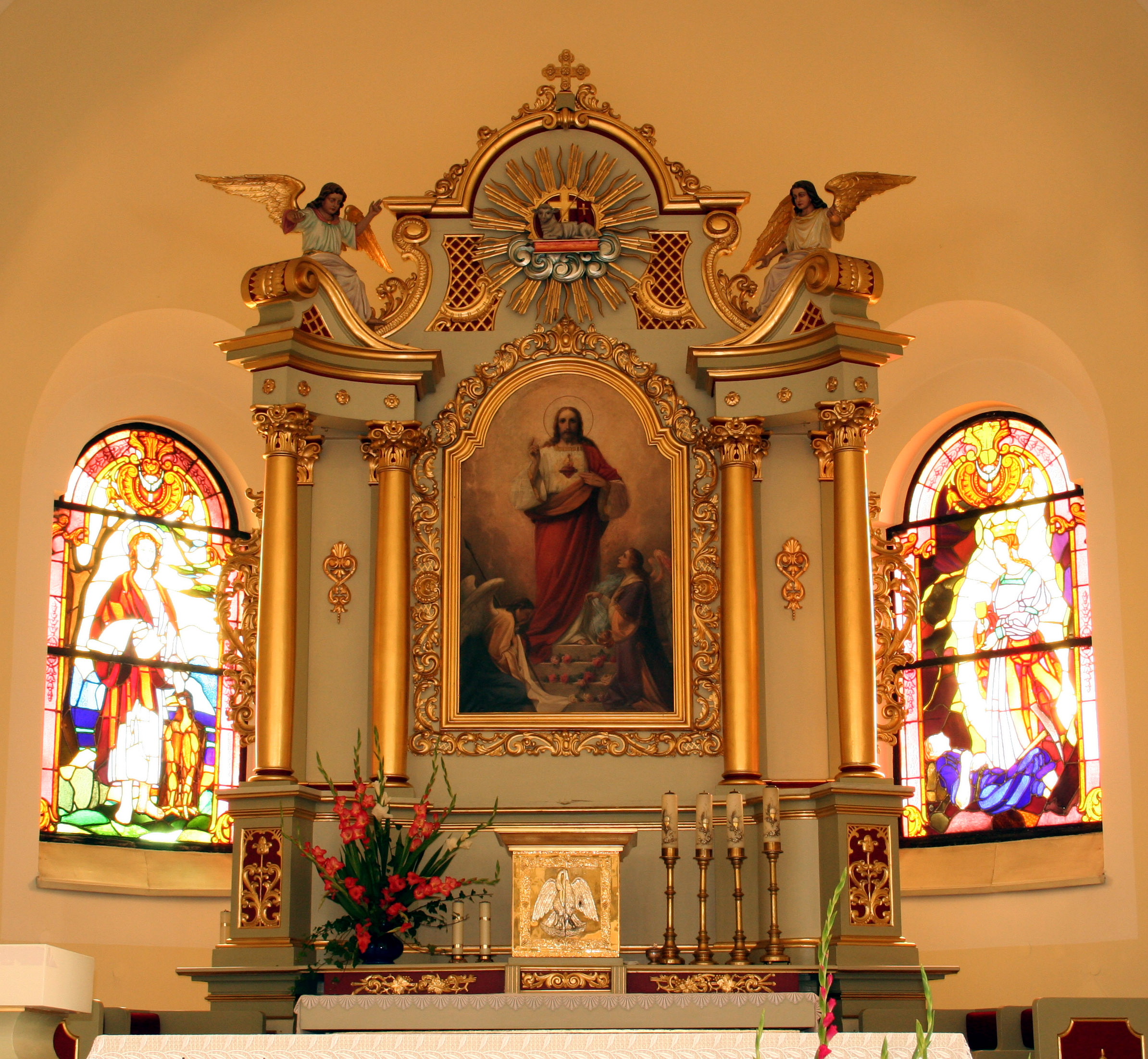
wnętrze kościoła

Niedobczyce to parafia erygowana dekretem ks. administratora Augusta Hlonda z  29 lipca 1925 roku. 
Przedtem stanowiła część parafii rybnickiej. Początkowo do Niedobczyc dojeżdżali księża z Rybnika, którzy odprawiali nabożeństwa w niedziele i w święta w cechowni kopalni. W 1913 roku zawiązano komitet budowy kościoła, budowy zaniechano na skutek wybuchu wojny. W roku 1920 przystąpiono po pertraktacjach z wikariatem wrocławskim do prac przy wznoszeniu kościoła. Kamień węgielny został poświęcony we wrześniu 1921 roku, a jeszcze przed zimą położono dach i sklepienie. Kościół został zaprojektowany przez architekta z Wrocławia - Schlichta. Kronika parafialna prowadzona jest od 1948. 
Na terenie tej parafii urodził się późniejszy arcybiskup Damian Zimoń. Od 1966 roku w parafii niedobczyckiej przebywają Siostry Służebniczki NMP Niepokalanie Poczętej. Parafia wydaje gazetkę parafialna pt. "Serce".

## Proboszczowie[2]
| ks. Antoni Lindner      | duszpasterz                                     |
| ks. Alojzy Lazar        | lokalista 1922 -1925, proboszcz 1925 – 1940     |
| ks. Bernard Gerlic      | 1940 – 1945                                     |
| ks. Jan Tomala          | administrator 1945 -1958, proboszcz 1958 – 1969 |
| ks. Robert Przewodnik   | administrator 1969 – 1970                       |
| ks. Wilhelm Wrona       | 1970 – 1980                                     |
| ks. Hubert Wieczorke    | 1980 – 2007                                     |
| ks. Stanisław Kołodziej | proboszcz od 2007                               |

## Grupy parafialne
Na terenie parafii działa kilkanaście grup parafialnych:
- Akcja Katolicka,
- Animatorzy sakramentu bierzmowania,
- Chór od Serca,
- Domowy Kościół,
- Dzieci Maryi,
- Emeryci i renciści,
- Grupa Światło wiary,
- Grupa modlitewna „W Sercu Jezusa”,
- Scholka Małe Serca,
- Legion Maryi,
- Mężczyźni św. Józefa,
- Ministranci,
- Oaza Młodzieżowa,
- Parafialna Rada Duszpasterska,
- Redakcja „Serca”,
- Rodzina bł. Edmunda Bojanowskiego,
- Ruch Szensztacki,
- Szafarze,
- Zespół Liturgiczny,
- Żywy Różaniec,
- Żywy Różaniec w intencji dzieci.